# Сейсмічність Німеччини
Територія Німеччини характеризується в основному досить слабкою сейсмічністю.

## Загальна характеристика
Територія Німеччини розташована в межах молодої Середньоєвропейської платформи (на півночі) і герцинської складчастої області (на півдні). Відповідно, територія в межах Середньоєвропейської платформи практично асейсмічна, в південних гірських районах Німеччини сейсмічність — відносно слабка. Однак мають місце окремі сильно відчутні та помірні (за шкалою інтенсивності МSK-64) землетруси інтенсивністю до 4-5 балів (за шкалою Ріхтера) та поодинокі землетруси, інтенсивністю до 6 балів (за шкалою Ріхтера). Також фіксуються техногенні землетруси, які пов'язані з гірничою діяльністю по видобутку вугілля.

## Землетруси XXI століття

### 2002
22 липня, вранці, на кордоні Німеччини з Бельгією і Голландією, стався помірний (за шкалою інтенсивності МSK-64) землетрус силою близько 5 балів (за шкалою Ріхтера). Епіцентр землетрусу перебував прямо під невеликим німецьким містечком Айсшвалер, за декілька кілометрів від бельгійського міста Аахен, де люди в паніці залишали свої помешкання. Десять років тому, в цьому ж районі, відбувся сильно помірний землетрус інтенсивністю близько 6 балів (за шкалою Ріхтера), який спричинив незначні руйнування.

### 2004
В 2004 році в місті Вальдкірх, земля Баден-Вюртемберг, стався помірний (за шкалою інтенсивності МSK-64) землетрус інтенсивністю 4,9 балів (за шкалою Ріхтера).

### 2011
9 вересня, на заході Німеччини стався сильно відчутний (за шкалою інтенсивності МSK-64) землетрус магнітудою 4,2 балів (за шкалою Ріхтера). За повідомленням Федерального управління з наук про Землю і сировинні ресурси (м. Ганновер), епіцентр землетрусу знаходився в районі міста Мерс, земля Північний Рейн-Вестфалія. Інформації про жертви і руйнування — не надходило.

### 2015
16 квітня, за даними місцевих ЗМІ, у східній Німеччині стався відчутний (за шкалою інтенсивності МSK-64) землетрус силою в 3,5 балів (за шкалою Ріхтера). Став найсильнішим землетрусом у східній Німеччині за два останні роки.

### 2023
29 квітня, о 00:56 (за місцевим часом), у східній Німеччині стався невеликий відчутний (за шкалою інтенсивності МSK-64) землетрус. Згідно повідомлення Центру геологічних досліджень (м. Потсдам), підземні поштовхи силою 3 бали (за шкалою Ріхтера) були зафіксовані на відстані до 10 км на захід від Лейпцига в напрямку Галле, з гіпоцентром на глибині 11 км.

### 2024
19 жовтня, як повідомило видання Bild, у Німеччині було зафіксовано відчутний (за шкалою інтенсивності МSK-64) землетрус магнітудою 3,1 балів (за шкалою Ріхтера). Епіцентр землетрусу знаходився у федеральній землі Бранденбург, між населеними пунктами Герцберг і Кірхгайн. У Федеральному інституті геонаук і природних ресурсів (BGR) заявили, що землетрус був незвичним. Припускається, що він був  пов’язаний з видобутком вугілля.